# Palatium Vetus
Palatium Vetus è uno dei più antichi edifici della città di Alessandria. Ha avuto funzione di broletto, nei secoli XIII e XIV, quindi centro della vita politica, amministrativa e giudiziaria del comune medievale.

## Storia
Si hanno notizie di un costrutto architettonico tra la fine del XII e l'inizio del XIII secolo sulle cui strutture il susseguente broletto si sarebbe addossato sfruttando la muratura preesistente. Nel 1191 si ha notizia di una domus consulum.
In seguito alle molte vicissitudini accorse, nel 1856 il Comune di Alessandria lo cede allo Stato che vi sistema il corpo di guardia del Comando di Divisione. Fino al 1995 l'edificio ha ospitato il Presidio e il Distretto militare e, dal 1º settembre 2012, è sede della Fondazione cassa di risparmio di Alessandria che ne ha completamente finanziato il restauro avvalendosi della consulenza dell'architetto Gae Aulenti.

## Descrizione
Il complesso di edifici è il risultato di aggiunte e modifiche conseguenti al variare nei secoli delle destinazioni d'uso.
Tale processo ha inevitabilmente modificato anche l'aspetto della struttura che si presenta prevalentemente nella sua veste di metà del XIX secolo.
Tuttavia, a seguito dei recenti restauri, sono venute alla luce numerosi elementi architettonici di epoca medioevale.
L'antico broletto, di architettura tipicamente lombarda, composto da un portico al piano terreno e da una sala al primo piano è tornato perfettamente distinguibile dopo la rimozione delle pesanti intonacature sette-ottocentesche.
Uno dei due cortili si presenta oggi parzialmente circondato da un portico con archi a sesto acuto.
All'interno dell'aula del broletto, al primo piano, sono state rinvenute numerose finestre a trifora tamponate e vari grandi frammenti di affreschi che vanno dal XIII al XVII secolo tra i quali quello che raffigura la prima rappresentazione dello stemma della città di Alessandria: una croce rossa in campo bianco.

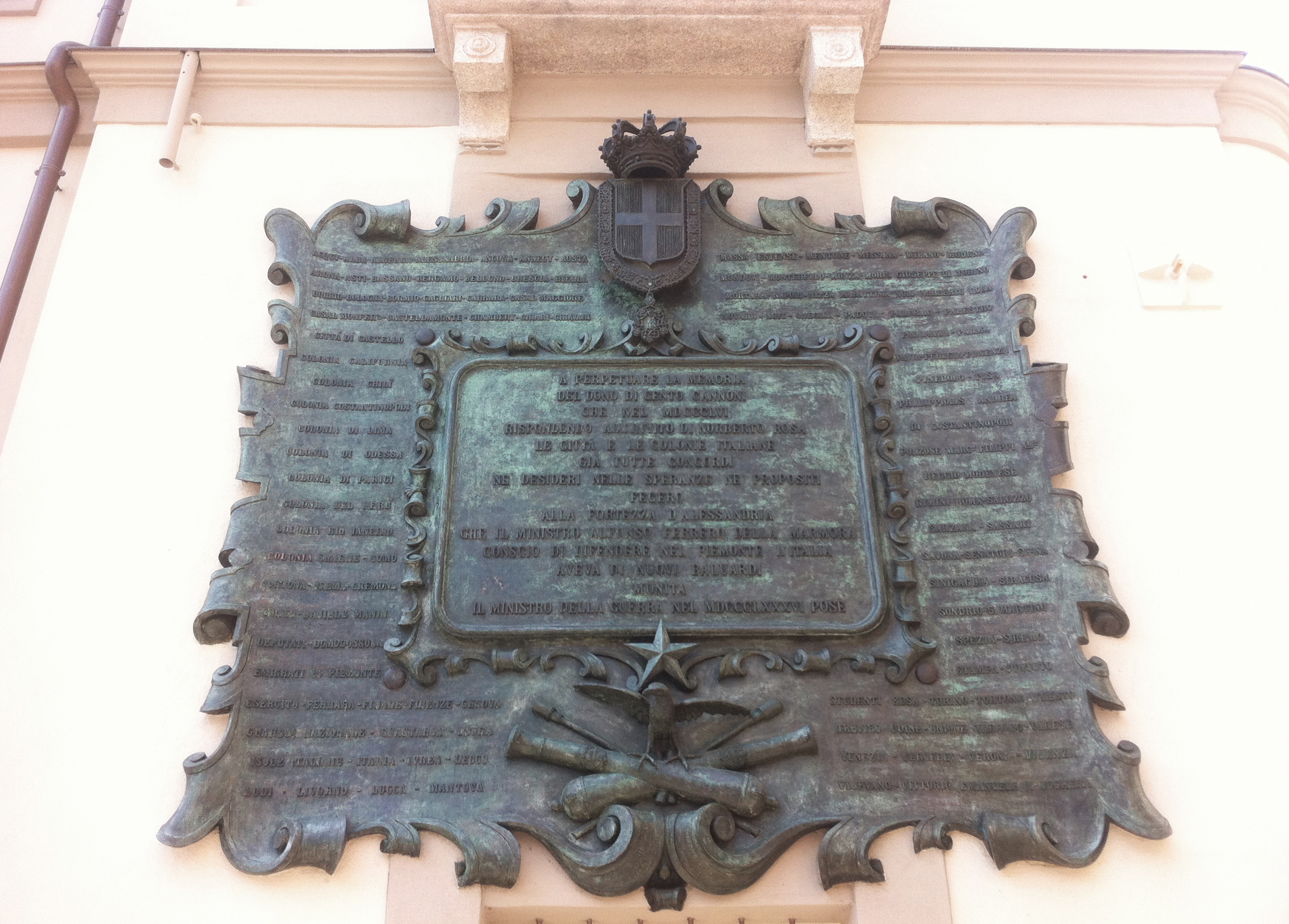
Lapide commemorativa della sottoscrizione dei Cento Cannoni per la Cittadella di Alessandria, posta sulla facciata del palazzo
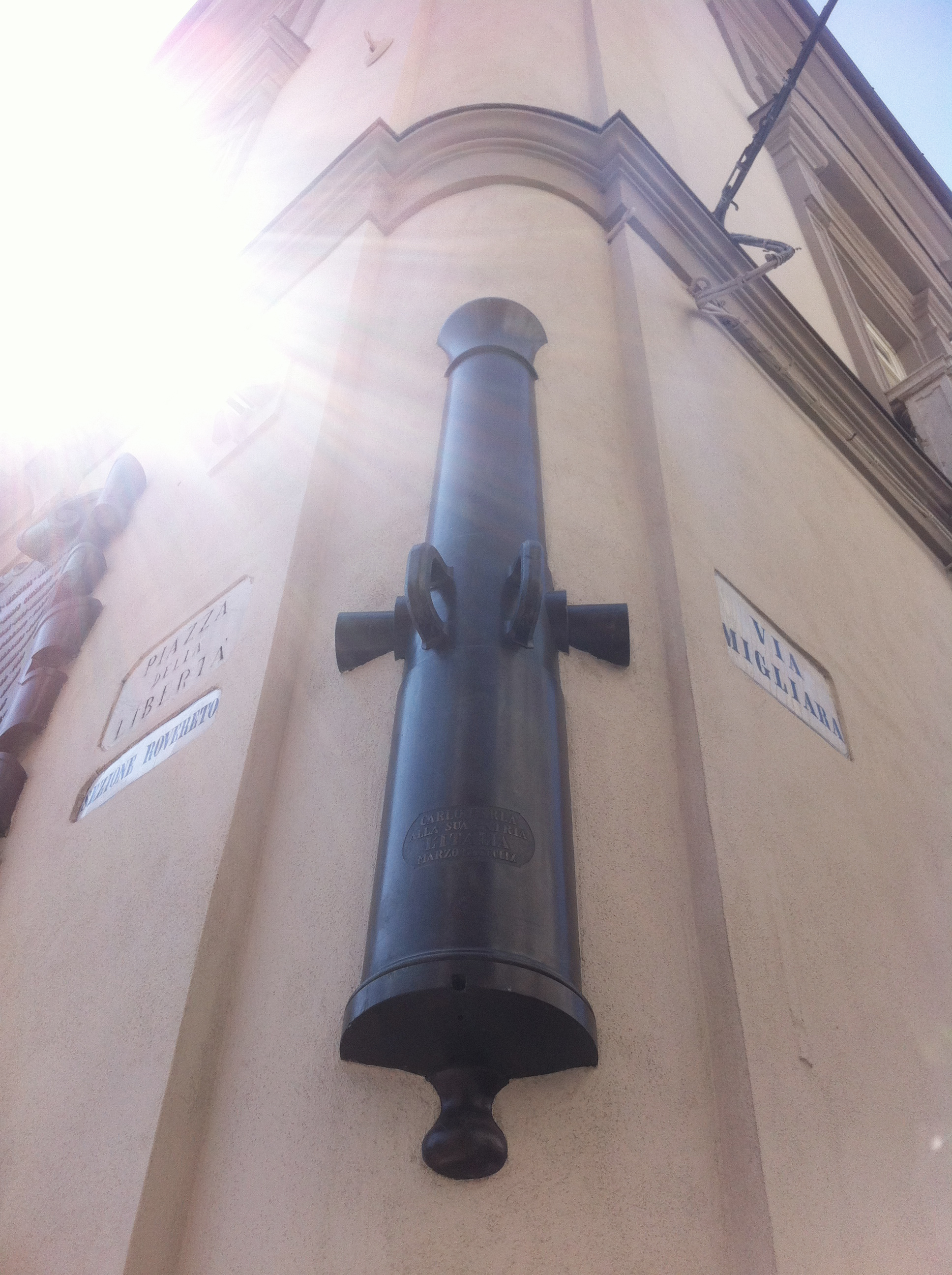
Ultimo cannone superstite della sottoscrizione dei cento cannoni per la Cittadella, posizionato nell'angolo nord del palazzo